# 鲁道夫·德·迈斯特
鲁道夫·德·迈斯特（法語：Rodolphe de Maistre，1789年9月22日生於尚贝里，1866年2月5日亡於都灵），是薩丁尼亞王國萨伏依人，出生於首都尚贝里，是约瑟夫·德·迈斯特的儿子。
他曾擔任俄罗斯帝国的軍官，参加過弗里德蘭戰役、斯摩棱斯克戰役 (1812)、莫斯科戰役、別列津納河戰役、德勒斯登戰役（1813）、莱比锡战役（1813）。其後擔任薩丁尼亞王國尼斯省省长（1838年至1848年）。 